# Vysoki (Kurgáninsk, Krasnodar)
Vysoki (del ruso: Высокий), es un posiólok del raión de Kurgáninsk del krai de Krasnodar, en Rusia. Está situado en la región entre las llanuras de Kubán-Priazov y las estribaciones septentrionales del Cáucaso, 28 km al sureste de Kurgáninsk y 155 km al este de Krasnodar. Tenía 1 760 habitantes en 2010
Pertenece al municipio Novoalekséyevskoye.